# Mahamudra
Mahamudra, Mahāmudrā (en sánscrito: ‘gran gesto’ o ‘gran símbolo’) o chagchen (contracción de chagya chenpo en idioma tibetano) es un método budista que conduce a la naturaleza propia de la mente (conocida como naturaleza búdica) y la práctica de la estabilización de la realización no-dual y sin apego permanente.
Esto incluye instrucciones de múltiples niveles de las enseñanzas budistas, incluyendo el Sutra y el Vashraiana, de modo de proveer una gran cantidad de aproximaciones que sean útiles para diversos tipos de personas.

## El término Mahamudra
El término Mahamudra es a menudo explicado refiriéndose a la inequívoca validez de la experiencia (que nos muestra la realidad en el budismo). Por ejemplo, si un documento contiene el gran sello del emperador, entonces no hay dudas de que ese documento es auténtico (y por ende no hay necesidad de cuestionarse, o tener duda de la validez de ello). Similarmente, durante la experiencia del Mahamudra, al ser genuina, no hay dudas de que se ha realizado directamente la completa claridad de la mente (que se conoce como Tathāgatagarbha y la realización de que es posible alcanzar la Budeidad). Así, estabilizar esta experiencia conlleva a una profunda certeza y una eventual iluminación espiritual.

## Tradiciones maja-mudra
El mahamudra es prominente en la escuela Kagyu del budismo tibetano, pero es practicado también por las escuelas Gelug y Sakia. Es posible que también, derivándose del Mahayana, sea practicado en China, Rusia y Japón.
Todos los linajes humanos del mahamudra se originaron en la India, con los maestros Maitreya y Asanga, luego fue introducido en Tíbet por Marpa y Atisha. Atisha lo transmitió a través de los linajes Kadampa y Marpa fue la fuente de los Kagyu, ambos linajes fueron reunidos por Gampopa quien ayudó a que se transmitiera hasta nuestros días.

### En la tradición Kagyu
El linaje kagyu divide las enseñanzas mahamudra en tres tipos, sutra mahamudra, tantra mahamudra, y mahamudra esencial. El sutra mahamudra, como su nombre lo indica, deriva su punto de vista filosófico y técnicas de meditación de la tradición sutrayana. El mahamudra tántrico utiliza técnicas tántricas budistas tales como el tummo y el yoga de los sueños, dos de las Seis Yogas de Naropa. El mahamudra esencial está basado en la instrucción directa de un lama calificado.
Entre los más prominentes practicantes y estudiosos del mahamudra dentro de la tradición Kagyu están el tercer y noveno Karmapa, Tsele Natsok Rangdrol, Thrangu Rinpoche y Dakpo Tashi Namgyal. Algunos textos importantes son:

#### Tercer Karmapa
- Plegaria de aspiración del Mahamudra Supremo

#### Noveno Karmapa
- Apuntando el Dharmakaya (Chos sku mdzub tshugs)
- Océano de Significado Definitivo (Nges don rGya mtsho)
- Eliminando la Oscuridad de la Ignorancia

#### Dakpo Tashi Namgyal
- Clarificando el Estado Natural
- Luz de Luna de Mahamudra

#### Tsele Natsok Rangdrol
- La Lámpara del Mahamudra

## Meditación Mahamudra
Las prácticas de meditación Mahamudra trabajan revelando directamente el vacío (conocido como Shuniata) en una experiencia directa en nuestra mente. Esto se realiza meditando directamente en nuestra propia mente. Esto se conoce como "tomar el camino del directo conocimiento válido" — enfatizando la experiencia directa de los fenómenos de nuestra propia mente experimentando con ello la realización de la vacuidad. Así, se define que cuando la mente no tiene propósito, eso es mahamudra; y cuando te habitúas a esto, alcanzas la iluminación.
Los manuales de meditación (particularmente los del 9.º Karmapa) están entre los más detallados y precisos en la literatura budista. Para las prácticas de la "tranquilidad" se enumeran los estadios de calmar la mente y especifica muchos de los problemas comunes (por ejemplo, excitación, somnolencia, duda, apatía) junto con las prácticas para remediar estos problemas. Los objetos de meditación son objetos simples, estatuas de Buda, la respiración, mantras y visualizaciones complejas en Yidams. Estos objetos de meditación son comunes en las prácticas tibetanas Vajrayāna.
Las instrucciones detalladas para las prácticas de la claridad espontánea (del inglés Insight) es lo que hacen del Mahamudra (y del Dzogchen) enseñanzas únicas.
El meditador es instruido para observar la mente en descanso incluso durante la ocurrencia de los pensamientos. En algunas prácticas las emociones perturbadoras son deliberadamente invocadas de modo que el meditador pueda experimentar directamente su naturaleza "vacua". El meditador es posteriormente instruido en la observación de aquello que está buscando la naturaleza de la mente: observar al observador.
Algunas preguntas son realizadas al meditador para verificar su experiencia, para despertar destellos de claridad posterior y para identificar y corregir las malinterpretaciones. El Océano de Significado Definitivo y Apuntando al Dharmakaya (del 9.º Karmapa) enumeran estas preguntas y las respuestas más comunes.
La relación con el maestro es fuertemente enfatizada, en el antiguo Tíbet estos textos no estaban a disposición sino a través de un maestro y era necesario finalizar las prácticas preliminares. Algunas partes de la transmisión se realizan verbalmente y a través de empoderamientos y transmisiones leídas. Especialmente el maestro apunta directamente a la mente del estudiante.
Las prácticas de meditación del Soto Zen tiene algunas similitudes con el Mahamudra. En ambas tradiciones las transmisiones que apuntan directamente ocurren entre el maestro y el discípulo. Sin embargo, las enseñanzas del Mahamudra, tanto en lo referente a calmar la mente como en la claridad espontánea son mucho más detalladas que en las escuelas de Soto.